# 阿尔弗雷德·诺贝尔
阿尔弗雷德·伯恩哈德·诺贝尔（瑞典語：Alfred Bernhard Nobel，1833年10月21日—1896年12月10日），瑞典化学家、发明家、化学工程师、企业家和慈善家。他一生拥有355项专利，最著名的发明是矽藻土炸藥，亦曾於1894年收購波佛斯公司進軍軍需產業。他因发明炸药和后人依照其遗嘱将其遗产设立诺贝尔奖而闻名于世。

## 生平

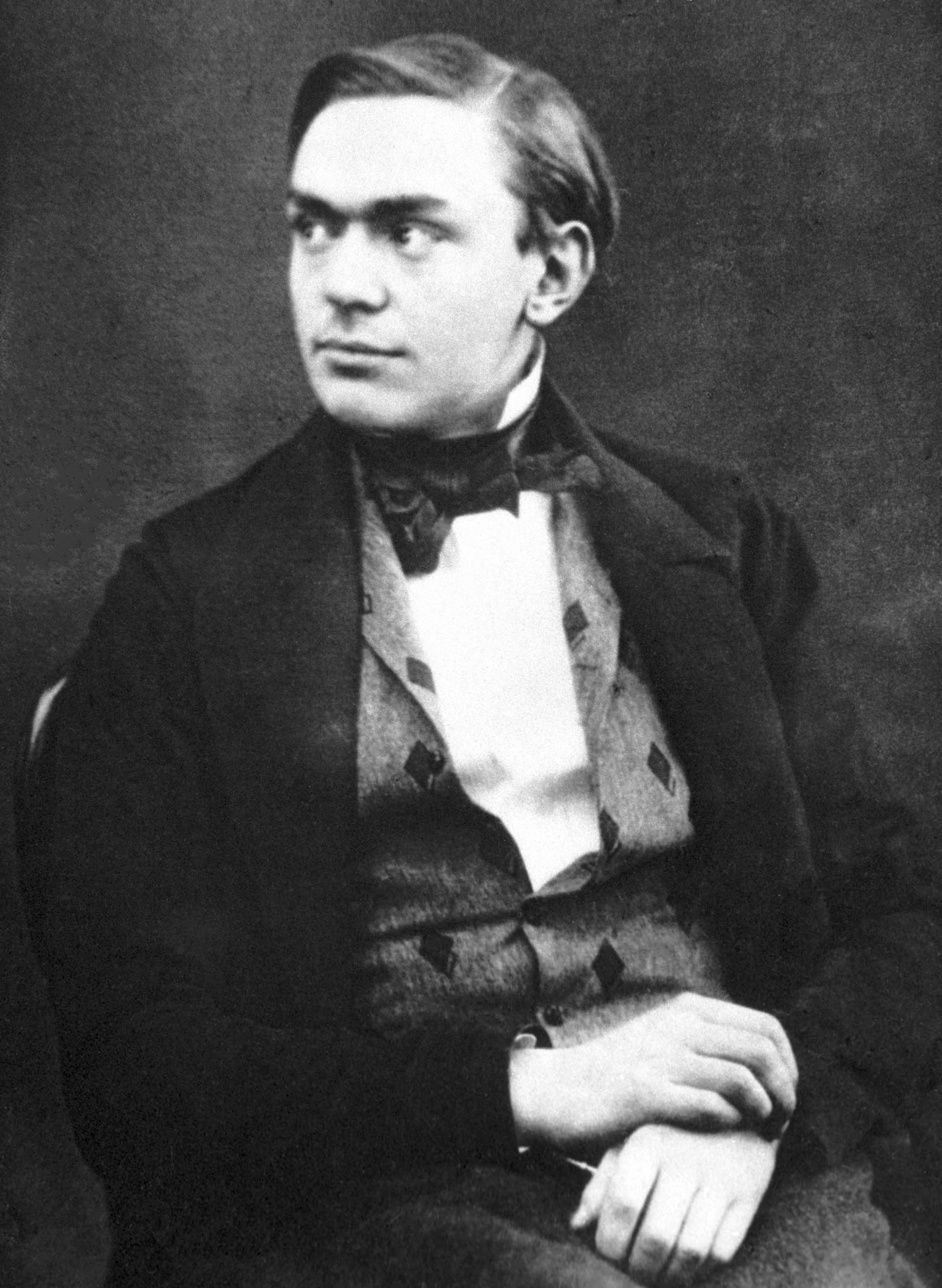
1850年代的諾貝爾

1833年10月21日，诺贝尔出生於瑞典斯德哥爾摩，父親為發明家和工程師伊曼紐爾·諾貝爾（Immanuel Nobel，1801－1872），畢業於斯德哥爾摩皇家技術院；母親為卡罗琳娜·安德烈尔特·諾貝爾（Carolina Andriette Nobel ，舊姓Ahlsell，1805－1889）。兩人於1827年成婚，育有8个孩子，諾貝爾為家中四子。可惜其父母離婚後生活艱困，只有阿弗雷德及另外3位兄弟存活，聰穎的阿弗雷德也只能短暫進入小學。
1837年，父親獨自前往俄羅斯圣彼得堡經商，並在獲得成功後于1842年舉家移居。在那里，他的父亲开始研發“鱼雷”(torped)。诺贝尔進入貴族學校，掌握了流利的英文、法文、德文、俄文。诺贝尔开始师从研究化学的俄罗斯教授尼古拉·尼科来维奇·齐宁。诺贝尔18岁时去美国学习了四年化学，期间为约翰·埃里克森工作了一小段时间。
1850年，前往巴黎花了3年的时间向硝化甘油發明者阿斯卡尼奥·索布雷洛學習。索布雷洛認為硝化甘油受熱或受壓力時穩定性差、容易爆炸，以此堅持拒絕使用。1859年，他的哥哥魯維·艾馬紐（1831年－1888年）接管了父亲的产业。等诺贝尔返回瑞典后发现他的父亲的工厂已经破产，便投身于研發炸药，主要是如何安全的生产和使用硝酸甘油炸药。但1864年9月3日，一场大爆炸发生在斯德哥尔摩的工厂Heleneborg，造成5人死亡，其中包括诺贝尔的弟弟艾彌爾。
最初的诺贝尔文学奖于1895年制定，这是源于诺贝尔当时写下的遗嘱，奖金来自于他的大部分财富。自1901年，该奖项已授予许多杰出的先生和女士，他们的杰出成就表现在物理，化学，医学，文学和致力于推动世界和平层面。 
虽然诺贝尔一直未婚，但他的传记作者指出，他已至少有过三段恋爱史。诺贝尔的初恋是在俄羅斯帝國和一个名叫Alexandra的女孩，但这个女孩拒绝了诺贝尔的求婚。 為了管理全球業務，他搭乘馬車巡視全球業務，一次他到維也納後，以五種語言在報紙上徵求助理，應徵的求職信中，有一封也同樣以五種語言回信，這位應徵者名為貝爾塔·馮·蘇特納。面試後，諾貝爾對貝爾塔傾心，但恨不相逢未嫁時，貝爾塔已有婚約。1876年，貝爾塔·馮·蘇特納成为诺贝尔的秘书，但仅仅过了短暂的时间。蘇特納就别嫁他人。虽然蘇特納与诺贝尔相处短暂，但直到诺贝尔1896年逝世，蘇特納仍然对诺贝尔产生了重大的影响，包括让他决定设立诺贝尔和平奖。她不断的推动世界和平，最終於1905年被授予诺贝尔和平奖。
诺贝尔的第三段爱情是一个漂亮的女孩索菲·赫丝，她也在维也纳。他们互相联络长达18年之久，还互致信函，诺贝尔称她为“诺贝尔的夫人”。他逝世后，为他撰写传记的作家Evlanoff把他的信件锁在设在斯德哥尔摩的诺贝尔学院，并得到了妥善的保管。最近的一次公开露面的时间是1955年。
Kantha说“诺贝尔有着丰富的创造力并有过人的天赋，他有着多国语言的技能。尽管缺乏正式的中等和高等教育，诺贝尔仍然熟练运用六种语言：瑞典语，法语，俄语，英语，德语，意大利语。他还有文学技能和会撰写诗歌。但一直到诺贝尔垂危的时候，他唯一的剧作才得以付印。可惜的是，他的作品被认为是“诽谤滋事、亵渎神明”，诺贝尔过世就几乎全都被销毁了，只有区区三份得以幸存。直到2003年，首部幸存版才在瑞典出版。除了瑞典语外，这部戏剧还没有被翻译成其它语言，包括英语。
诺贝尔逝世後安葬在斯德哥尔摩北墓園（Norra begravningsplatsen）。

## 發明矽藻土炸藥
诺贝尔发现，只要把硝化甘油和矽藻土混合在一起，加工起来就方便安全多了，1867年，诺贝尔把这种混合配方注册专利，并命名为「Dynamite」（結合古希腊语  /dý.na.mai̯/「力量」和英语 diatomite「矽藻土」），即後來的矽藻土炸藥。一八七五年，諾貝爾利用膠狀物質的火棉膠，發明出達納炸药。
19世紀末期，歐洲大陸每天有三宗爆炸案，但諾貝爾持續改進炸藥的能力，改良引爆後的煙霧，這項產品引起軍方的重視，大量的軍火被運送到交戰的國家中。但由於諾貝爾始終信奉和平主義，極力反對戰爭，這種做法可以說一直令他十分痛心。
而他過去的好友貝爾塔則為了推動全球的和平運動而奮鬥。

## 諾貝爾獎
由諾貝爾捐赠的遺產創建，自1901年起每年頒獎。
诺贝尔在遗嘱中还写道：“把奖項分为5項”
一、物理學獎：頒發给在物理学領域有最重要发现或发明者。
二、化學獎：頒發给在化学領域有最重要发现或新改进者。
三、生理醫學獎：頒發给在生理学和医学領域有最重要发现者。
四、文學獎：頒發给在文学領域表现出了理想主义的倾向并有最优秀作品者。
五、和平獎：頒發给为国際友誼、废除使用武力与贡献者。
1968年，瑞典中央銀行於其成立300週年（1668－1968）時所設立，為紀念諾貝爾而新增了第六個獎項—经济学奖，並於1969年開始頒發給在經濟學領域有傑出研究者。

## 延伸閱讀
- Schück, H, and Sohlman, R., (1929). The Life of Alfred Nobel. London: William Heineman Ltd.
- Alfred Nobel US Patent No 78,317, dated 26 May 1868
- Evlanoff, M. and Fluor, M. Alfred Nobel – The Loneliest Millionaire. Los Angeles, Ward Ritchie Press, 1969.
- Sohlman, R. The Legacy of Alfred Nobel, transl. Schubert E. London: The Bodley Head, 1983 (Swedish original, Ett Testamente, published in 1950).
- Jorpes, J.E. Alfred Nobel. British Medical Journal, 3 January 1959, 1(5113): 1–6.
- Sri Kantha, S. Alfred Nobel's unusual creativity; an analysis. Medical Hypotheses, April 1999; 53(4): 338–344.
- Sri Kantha, S. Could nitroglycerine poisoning be the cause of Alfred Nobel's anginal pains and premature death? Medical Hypotheses, 1997; 49: 303–306.